# 佩里尼莱第戎
佩里尼莱第戎（法語：Perrigny-lès-Dijon，法語發音：[pɛʁiɲi lɛ diʒɔ̃]，意为“第戎附近的佩里尼”）是法国科多尔省的一个市镇，位于第戎市区正南方向，属于第戎区和第戎都会区。

## 地理
佩里尼莱第戎（47°15'57"N, 5°0'26"E）面积6.71 平方千米，位于法国勃艮第-弗朗什-孔泰大區科多尔省，该省份为法国中东部省份，北起奥布省，西接涅夫勒省和约讷省，南至索恩-卢瓦尔省，东南接汝拉省，东临上索恩省，东北部与上马恩省接壤。
与佩里尼莱第戎接壤的市镇（或旧市镇、城区）包括：马尔萨奈拉科特、库谢、费奈、菲桑。

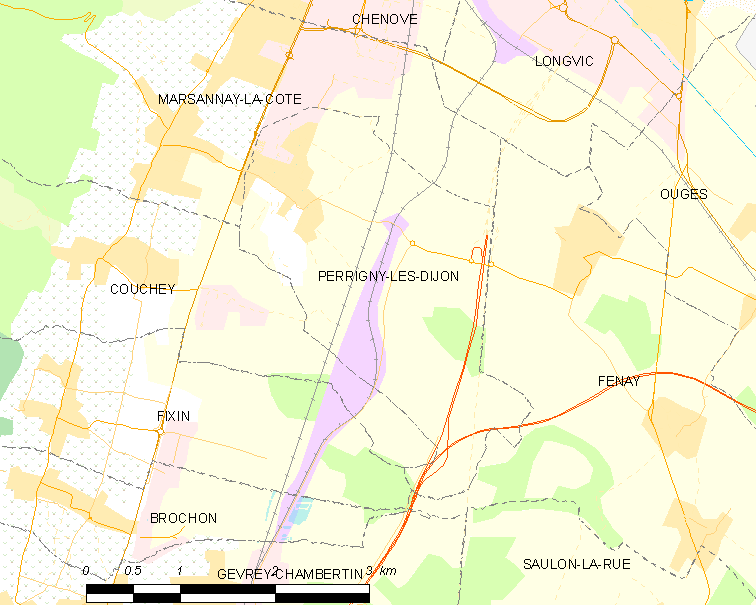
佩里尼莱第戎的OSM定位图

佩里尼莱第戎的时区为UTC+01:00、UTC+02:00（夏令时）。

## 行政
佩里尼莱第戎的邮政编码为21160，INSEE市镇编码为21481。

## 政治
佩里尼莱第戎所属的省级选区为隆维县。

## 人口

1962-2008年间佩里尼莱第戎人口变化图示

佩里尼莱第戎于2022年1月1日时的人口数量为2321人。